# 1771

## Esdeveniments
- Descoberta de l'oxigen
- Plaga a Moscou, més de 5.000 persones moren.[cal citació]
- Charles Messier publica el primer catàleg de nebuloses
- La Real Academia Española (RAE) publica la primera gramàtica normativa del castellà

## Naixements
- 11 de maig, Constantinobleː Laskarina Bubulina, heroïna grega de la Guerra d'independència de Grècia (m. 1825).[1]
- 14 de maig, Newtown, Powys (Gal·les): Robert Owen, socialista utòpic, considerat com el pare del cooperativisme i de l'owenisme (m. 1858).
- 14 d'agost - Walter Scott, escriptor
- Roßleben: Christian Gottlob Rebs, crític i compositor musical.
- Doncaster: Francis Linley, compositor

## Necrològiques
- 24 de maig, Ferrara: Pere Ferrussola, religiós jesuïta olotí i professor universitari a Cervera.
- 14 de juliol, (Xina): Chen Hongmou, polític, acadèmic i polític xinès (n. 1696).[2]
- 17 de setembre, Liorna (Itàlia): Tobias Smollett, poeta i escriptor escocès (n. 1721).[3]